# Sergio Pagano

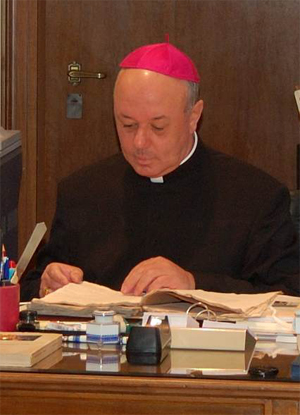
Bischof Sergio Pagano

Bischofswappen

Sergio Pagano CRSP (* 6. November 1948 in Terrusso di Bargagli) ist ein Kurienbischof der römisch-katholischen Kirche. Er war 1997–2024 Präfekt des Vatikanischen Apostolischen Archivs (bis 2019 Vatikanisches Geheimarchiv).

## Leben
Sergio Pagano trat 1966 der Ordensgemeinschaft der Barnabiten bei. Er studierte Theologie und Philosophie in Rom und legte die Profess am 19. Oktober 1975 ab. Der Altbischof von Novara, Placido Maria Cambiaghi CRSP, spendete ihm am 28. Mai 1978 die Priesterweihe. Nach seinem theologischen Doktoratsstudium mit einer Spezialisierung in Liturgie erwarb er 1978 das Diplom an der Scuola Vaticana di Paleografia, Diplomatica e Archivistica. Er war anschließend im Geheimarchiv des Vatikans tätig.
Sergio Pagano ist seit 1978 Professor für  Archivkunde an der Päpstlichen Diplomatenakademie, Akademiemitglied der Accademia di San Carlo Borromeo und Mitglied des Internationalen Archivrats. Papst Johannes Paul II. bestellte ihn als Berater der Kongregation für die Selig- und Heiligsprechungsprozesse (1985) und der Päpstlichen Kommission für die Kulturgüter der Kirche (1997). Von 1989 bis 2001 war er Direktor des Zentrums für Historische Studien der Barnabiten in Rom.
Papst Johannes Paul II. berief ihn am 30. Januar 1995 zum Vizepräfekten des Vatikanischen Geheimarchivs und kurz darauf zum Rektor der Scuola Vaticana di Paleografia, Diplomatica e Archivistica.
Am 7. Januar 1997 erfolgte die Ernennung zum Präfekten des Vatikanischen Geheimarchivs. Sergio Pagano wurde Mitglied der Päpstlichen Akademie der Wissenschaften und des Päpstlichen Komitees für Geschichtswissenschaften. 2000 erfolgte die Aufnahme als Korrespondierendes Mitglied in die Zentraldirektion der Monumenta Germaniae Historica sowie in die Società Romana di Storia Patria in Rom. 2005 wurde er Ehrenmitglied der Associazione italiana per lo studio della santità und Mitglied der Fondazione Latinitas für die Förderung und das Studium der lateinischen Sprache. Von 2007 bis 2012 war er zudem Wissenschaftlicher Direktor des Historischen Archivs der Erzdiözese Lucca.
Papst Benedikt XVI. ernannte ihn am 4. August 2007 zum Titularbischof von Celene. Der Papst persönlich weihte ihn am 29. September desselben Jahres zum Bischof; Mitkonsekratoren waren Tarcisio Kardinal Bertone SDB, Kardinalstaatssekretär und Kardinalkämmerer, und Marian Kardinal Jaworski, Erzbischof von Lemberg.
2007 wurde er von Papst Benedikt XVI. zum ordentlichen Mitglied der Päpstlichen Kommission für die Kulturgüter der Kirche berufen. Am 17. April 2012 wurde er als Präfekt des Vatikanischen Geheimarchivs bestätigt und zum Mitglied der Zentralen Kommission für die Archive des Heiligen Stuhls ernannt. Am 10. November 2012 erfolgte die Ernennung zum ordentlichen Mitglied der Pontificia Academia Latinitatis.
Im Dezember 2018 erschien anlässlich seines 70. Geburtstags eine Festschrift in der Schriftenreihe des Vatikanischen Geheimarchivs mit dem Titel: Incorrupta monumenta ecclesiam Defendunt. Studi offerti a mons. Sergio Pagano, prefetto dell’Archivio Segreto Vaticano, hrsg. von Andreas Gottsmann – Pierantonio Piatti – Andreas E. Rehberg, 5 Teilbände, Città del Vaticano 2018.
Rocco Ronzani wurde am 5. Juli 2024 zu seinem Nachfolger als Archivpräfekt ernannt, Pagano wurde gleichzeitig zum Assessor des Päpstlichen Komitees für Geschichtswissenschaft ernannt.

## Einzelnachweis
1. ↑  Vatikanisches Archiv hat mit einem Augustiner neuen Präfekten. 8. Juli 2024.

| Vorgänger         | Amt                                               | Nachfolger        |
| ----------------- | ------------------------------------------------- | ----------------- |
| Josef Metzler OMI | Präfekt des Vatikanischen Geheimarchivs 1997–2024 | Rocco Ronzani OSA |

| Personendaten    | Personendaten                                                                                    |
| ---------------- | ------------------------------------------------------------------------------------------------ |
| NAME             | Pagano, Sergio                                                                                   |
| KURZBESCHREIBUNG | italienischer Geistlicher, römisch-katholischer Bischof, Präfekt des Vatikanischen Geheimarchivs |
| GEBURTSDATUM     | 6. November 1948                                                                                 |
| GEBURTSORT       | Terrusso di Bargagli, Italien                                                                    |